# Kammermusik n. 7
La Kammermusik n. 7, op. 46 n. 2 (Concerto per organo e orchestra da camera) 
è una composizione di Paul Hindemith del 1927.

## Storia della composizione
Per la settima e ultima delle Kammermusik, Paul Hindemith volle scegliere l’organo quale strumento solista. Si trattò di una scelta precisa, motivata dalla richiesta di inaugurare un nuovo organo ordinato dall’Orchestra della Radio di Francoforte, in quel periodo sotto la direzione di Hans Flesch, genero del compositore, alla quale l’op. 46 n. 2 è dedicata. La prima esecuzione ebbe luogo nel mese di gennaio 1928, in occasione di un concerto radiofonico, con Reinhold Merten in qualità di solista .  
Come altre composizioni del periodo compreso tra il 1927 e il 1930, la settima Kammermusik rientra tra le opere del periodo cosiddetto “berlinese” di Hindemith, caratterizzate dal rifiuto di qualsiasi pathos romantico a favore di una concezione artigianale della musica che aspira a una totale oggettività dl sentimento e a conferire grande importanza alla perizia strumentale. Eduardo Rescigno osserva come tutti coloro che ebbero la fortuna di conoscere Hindemith di persona fossero colpiti dalla sua straordinaria capacità di suonare un gran numero di strumenti musicali.  

## Struttura della composizione
Benché l’arte musicale di Hindemith riveli il richiamo del compositore alla concezione “artigianale” di Bach, nella settima Kammermusik il modello formale è quello dei concerti organistici di Handel, così come l’ambiente è tipicamente barocco, accentuato da un uso prevalente degli ottoni accostati a una ricca sonorità organistica. Si tratta di una composizione sostanzialmente tonale, benché qui la tonalità vada intesa in un senso decisamente allargato. Inoltre, è l’unica delle Kammermusiken in cui Hindemith ha fatto ricorso alla tradizione ripartizione in tre movimenti secondo il classico schema allegro - adagio - allegro.
In questo concerto per organo, che precede di 35 anni il successivo Concerto per la New York Philharmonic Society, si possono notare i valori costruttivi degni della grande tradizione polifonica e costruttiva tedesca. Massimo Mila pone in evidenza tra le caratteristiche della settima Kammermusik l’equilibrio tra i vari strumenti, il dominio assoluto del ritmo, la marcia del contrappunto seguito con logica assoluta, germanica inflessibilità e lucida coerenza. Da questo consapevole rifiuto di qualsiasi bellezza puramente esteriore trae origine la personalità artistica di Hindemith, musicista ben lontano dal clima decadente nel quale si è trovata avviluppata tanta parte dell’arte contemporanea. 
Il primo movimento Nicht zu schnell (Non troppo veloce), il più breve dei tre, presenta la caratteristica animazione ritmica della musica barocca; Hindemith ha qui scelto di collocare gli archi in secondo piano rispetto ai fiati, i quali, a eccezione del fagotto assumono un ruolo essenzialmente solistico. Il movimento si presenta come una marcia piena di allegria, talvolta con un sussiegoso senso d’importanza.
Il secondo movimento Sehr langsam und ganz ruhig (Molto lento e piuttosto tranquillo) si contraddistingue per l’ampiezza e la profondità espressiva; esso incomincia con un lungo assolo dell’organo dal carattere serio e meditativo, che contrasta con il brio e la vivacità del precedente movimento. La musica si evolve progressivamente in una spaziosa fantasia polifonica, mentre le tessiture orchestrali e l’atmosfera di religioso raccoglimento e intima riflessione sembrano voler anticipare taluni squarci dell’opera lirica “Mathis der Maler” . L’organo assume un ruolo predominante anche nello sviluppo del movimento lento, ed è impostato secondo la cantabilità caratteristica di altre notevoli opere dell’autore, come nel caso delle sezioni lente della Konzertmusik per archi e ottoni Op. 50. La scrittura prende in ogni caso riferimento ai modelli di stile che hanno dato vita alla grande tradizione organistica tedesca, a dimostrazione del profondo interesse di Hindemith per la musica del XVIII secolo.
Il terzo e ultimo movimento non reca esplicite indicazioni dinamiche; si tratta comunque di un Allegro, secondo l’indicazione metronometrica croma = 184, e rappresenta un esempio particolarmente significativo del ricco contrappunto di Hindemith . Si presenta come una fuga dall’andamento rapido e in cui abbondano i momenti emozionanti, con un soggetto che tende a salire, annunciato con melodia dalla tromba. Il contesto del contrappunto spazia dal leggero al serio, fino alla conclusione nella quale predomina un’atmosfera di vigorosa festosità.  

## Discografia parziale
- Leo van Doeselaar; Royal Concertgebouw Orchestra, Riccardo Chailly (Decca)
- Alessandro Esposito; Orchestra dell’Angelicum di Milano, Umberto Cattini (Angelicum)
- Rosalinde Haas; Radio Sinfonie-Orchester Frankfurt, Werner Andreas Albert (CPO)
- Wayne Marshall; Berliner Philharmoniker, Claudio Abbado (EMI)
- Martha Schuster, Ensemble 13 Baden-Baden, Manfred Reichert (Deutsche Harmonia Mundi)